# Carmine
Carmine város az USA Texas államában, Fayette megye megyében. Lakosainak száma 244 fő (2020. április 1.).

## Népesség
A település népességének változása:
| Lakosok száma | 239  | 250  | 244  |
|               | 1980 | 2010 | 2020 |